# معركة دمشق (2024)
في 7 ديسمبر 2024، دخلت قوات المعارضة السورية منطقة ريف دمشق من الجنوب، وأصبحت على بعد 20 كيلومترًا من العاصمة دمشق. وبالتزامن مع التقدم نحو دمشق، شنت قوات المعارضة في الشمال هجومًا على مدينة حمص. وفي منطقة ريف دمشق، انسحبت القوات الموالية للحكومة من بلدات عسال الورد ويبرود وفليطة والناصرية وعرطوز، بينما أصبحت المعارضة على بعد 10 كيلومترات من دمشق. وفي فجر الثامن من ديسمبر 2024 دخلت قوات المعارضة السورية إلى دمشق وشنت هجومُا واسعًا على دمشق تمكنت من خلاله من السيطرة على مواقع استراتيجية بما في ذلك مؤسسات حكومية كالإذاعة والتلفزيون وقصر الشعب ووزارة الدفاع ورئاسة الأركان وتزامن ذلك مع فرار بشار الأسد من العاصمة بعد منتصف الليل وانهيار وإعلان سقوط النظام فيما استمرت الاشتباكات مع بقايا قوات النظام السوري.

## المعركة
في يوم السبت تاريخ 7 ديسمبر (كانون الأول) 2024 أعلنت قوات المعارضة السورية بدأ تطويق العاصمة دمشق بعد استحواذها على القرى القريبة منها وفي بيان لقناة المعارضة على تيليجرام قال قائد المعارضة حسن عبد الغني: «بدأت قواتنا تنفيذ المرحلة النهائية من تطويق العاصمة دمشق»، وبدأوا بتطويقها بعد سيطرتهم على بلدة الصنمين وهي بلدة تبعُد عن المدخل الجنوبي لدمشق بمسافة 20 كيلومترا (12 ميل).
وفي محافظة ريف دمشق انسحبت قوات النظام من البلديات الآتية: عسال الورد ويبرود وفليطة والناصرية والرحيبة وعرطوز فأصبحت على بُعد 10 كيلومتر (6.2 ميل) عن دمشق، ولكن نفت وزارة الدفاع السورية انسحاب جيوشها من المواقع المذكورة أو القريبة من العاصمة دمشق. وبحلول المساء انسحب جزء كبير من قوات النظام من مواقع عديدة في محافظة ريف دمشق للعاصمة دمشق وانسحبوا من جرمانا وقطنا وعرطوز ومعضمية الشام وداريا والكسوة ومواقع قُرب مطار المزة العسكري.
بحسب المرصد السوري لحقوق الإنسان، كانت قوات المعارضة السورية نشطة في ضواحي دمشق في معضمية الشام وجرمانا وداريا وكانوا يتجهون نحو دمشق من شرق سوريا عبر ضاحية حرستا. وفي الساحة الرئيسة لبلدة جرمانا أسقط المظاهرون تمثال حافظ الأسد. وفي المساء وَرَد أن قوات النظام انسحبت من عدة ضواحي في دمشق بسبب اندلاع احتجاجات مناهضة للحكومة.
مع تقدُّم قوات الجبهة الجنوبية من المعارضة السورية في جنوب دمشق، أفادت التقارير أن الجيش السوري الحر في الشمال يقترب من العاصمة دمشق بعد سيطرته على تدمر.
بحسب المرصد السوري لحقوق الإنسان، ظهرت تسجيلات مرئية لقوات الجيش السوري وهي تخلع زيها العسكري في شوارع دمشق.
أفاد صحفي من وكالة أسوشيتد برس أنه رأى سكانًا مسلَّحين على طول الطريق في ضواحي دمشق ووجد مقر الشرطة الرئيسي في المدينة مهجورًا، كما وردت أنباء عن تحرُّك دبابات في الساحات المركزية في العاصمة، بينما تعالت صيحات «الله أكبر» من المساجد. وذكرت إذاعة شام إف إم أن مطار دمشق الدولي تم إخلاؤه وتوقفت جميع الرحلات الجوية.
أثناء الليل أعلنت المعارضة السورية أن مجموعة من كبار المسؤولين الحكوميين والضباط العساكر في دمشق يستعدون للانشقاق والانضمام إلى المعارضة. وفي نفس الليلة استولى المعارضون على سجن صيدنايا وأطلقوا سراح المعتقلين منه.
وذكرت قناة الحدث أن القوات المسلحة السورية انسحبت من مطار دمشق الدولي.
وفي الساعات الأولى من يوم 8 ديسمبر (كانون الأول)، أفاد المرصد السوري لحقوق الإنسان أن القوات المسلحة السورية بدأت بالتفكُّك بعد بلوغها خبر سقوط النظام بعد رحيلهم من مطار دمشق الدولي.
وبحلول 8 ديسمبر (كانون الأول)، سيطر المعارضون على دمشق وهرب بشار الأسد، وأعلنت مجموعة من شخصيات المعارضة انتصارها على القناة الفضائية السورية، وفي نفس الوقت، أعرب رئيس الوزراء محمد غازي الجلالي عن استعداده "لمد يده" للمعارضة. وأصدرت قيادة القوات المسلحة السورية بيانين متناقضين: الأول يعترف بالهزيمة والثاني يواصل قتال الجماعات الإرهابية، وخاصةً في حمص وحماة ودرعا.

## مكان بشار الأسد
نفت وسائل الإعلام السورية مغادرة بشار الأسد دمشق وجاء في بيان الرئاسة السورية: «تنشر بعض وسائل الإعلام الأجنبية شائعات وأخباراً كاذبة حول مغادرة الرئيس بشار الأسد دمشق، أو زيارات خاطفة لدولة أو أخرى»، ولكن مصدرًا مُطَّلعًا على الوضع[مبهم] أخبر شبكة سي إن إن أن بشار لم يُعثر عليه في أي من المواقع المتوقعة في دمشق وقال أن الحرس الرئاسي لم يعد منتشرًا في مكان إقامته مما أثار التكهُّنات بأنه ربما هرب من سوريا، ووفقًا للمصدر، لا تملك قوات المعارضة السورية أي معلومات استخباراتية مُؤكَّدة عن مكان بشار الأسد. في وقت لاحق نشر ضباط سوريون كبار تقاريرًا تُفيد بأن بشار الأسد هرب من مطار دمشق الدولي على متن طائرة خاصة إلى وجهة مجهولة. ذكرت القناة الروسية الأولى، نقلًا عن الكرملين، أن روسيا منحت حق اللجوء لبشار الأسد وعائلته «لدواع إنسانية».

## ردود الفعل
- الأمم المتحدة: مفوض الأمم المتحدة السامي لحقوق الإنسان شدد على ضرورة أن تتضمن أي عملية انتقال سياسي في سوريا آليات تضمن محاسبة المسؤولين عن الجرائم الجسيمة والانتهاكات الحقوقية. وأشار إلى أن السبيل الوحيد للتقدم يتطلب عملية سياسية وطنية تعالج معاناة الشعب السوري، وتحقق تطلعاتهم، من خلال ضمان العدالة، كشف الحقيقة، التعويض للضحايا، ودفع عجلة المصالحة والتعافي الشامل.[14]
- الولايات المتحدة: الرئيس الأمريكي جو بايدن أكد التزام الولايات المتحدة بالعمل مع كافة المجموعات السورية عبر الأمم المتحدة لتحقيق انتقال سياسي بعد سقوط نظام بشار الأسد، واقامة دولة سورية مستقلة بدستور جديد ووصف سقوط النظام بأنه فرصة تاريخية لبناء السلام في سوريا والمنطقة، مع دعم دول الجوار مثل الاردن والعراق ولبنان وإسرائيل وأشار إلى ضرورة محاسبة الأسد على جرائمه  ضد المدنيين ورفضه اي عملية سياسية جدية. وكما شدد على منع تنظيم الدولة الإسلامية من استعادة قوته او استخدام سوريا كملاذ آمن، مع الإستمرار في حماية القوات الأمريكية ومواصلة العمليات ضد التنضيم [15]
- روسيا: وزارة الخارجية الروسية أعلنت في بيان أن بشار الأسد استقال وغادر سوريا بعد ترتيب انتقال سلمي للسلطة، مشيرة إلى أن روسيا لم تشارك في المحادثات التي أدت إلى ذلك. روسيا أعربت عن قلقها الشديد بشأن الوضع في سوريا، ودعت جميع الأطراف إلى حل النزاعات من خلال الحوار السياسي وتجنب العنف.[16]

كما أشار البيان إلى أن القواعد العسكرية الروسية في سوريا في حالة تأهب قصوى، لكن الأمن الحالي لها ليس مهددًا. روسيا تسعى للحفاظ على التواصل مع مختلف الفصائل السورية، بما في ذلك المعارضة، لضمان استقرار الوضع السياسي في البلاد.
- الإمارات العربية المتحدة: دعا مستشار الرئيس الإماراتي، أنور قرقاش، السوريين إلى التعاون لتجنب الانزلاق إلى الفوضى بعد إعلان فصائل المعارضة دخول دمشق وهروب الرئيس بشار الأسد. وخلال مشاركته في منتدى المنامة في البحرين، أعرب قرقاش عن أمله في أن يعمل السوريون معًا لضمان عدم تكرار حالة من عدم الاستقرار والفوضى في البلاد.[17]
- الأردن: أكد الأردن اليوم أهمية الحفاظ على أمن واستقرار سوريا، وذلك بعد فرار بشار الأسد من دمشق وسيطرة قوات المعارضة على العاصمة السورية منهية بذلك حكم الأسد الممتد منذ 24 عاما.[18]
- الصين: دعت وزارة الخارجية الصينية جميع الأطراف في سوريا إلى العمل على تحقيق حل سياسي بعد انهيار نظام بشار الأسد وسيطرة المعارضة على دمشق. وصرّحت المتحدثة باسم الوزارة، ماو نينغ، بأن الصين تأمل في أن تضع الأطراف المعنية مصلحة الشعب السوري نصب أعينها، وتسعى لتسوية سياسية شاملة في أقرب وقت لاستعادة الاستقرار.[17]
- قطر: محمد الخليفي، وزير الدولة القطري، رحب بالتحولات الأخيرة في سوريا، مؤكدًا أن الحوار هو مفتاح مستقبل مشرق للبلاد. شدد على دعم قطر للحلول السلمية، وأشار إلى رغبتها في تحقيق الاستقرار وضمان حقوق السوريين. كما أكد استمرار الاتصالات مع مختلف الأطراف السورية، وأن قطر كانت ولا تزال داعمة للشعب السوري، مفتوحة لمساندة جميع السوريين.[19]
- فرنسا: أشادت فرنسا، في بيان صادر عن وزارة خارجيتها، بالتطورات المتعلقة بسقوط نظام الرئيس السوري بشار الأسد، ودعت إلى إنهاء الصراع في سوريا من خلال عملية انتقال سياسي سلمية. وأكد البيان على ضرورة تحقيق الوحدة بين الأطراف السورية في هذه المرحلة الحاسمة، مشدداً على أهمية استعادة الاستقرار في البلاد بشكل مستدام.[17]
- ألمانيا: عبّرت ألمانيا عن "ارتياحها الكبير" لسقوط نظام بشار الأسد في سوريا بعد سيطرة المعارضة المسلحة عليه، معربة عن قلقها من احتمال سيطرة جماعات متشددة على السلطة. وأوضحت وزيرة الخارجية الألمانية، أنالينا بيربوك، أن المرحلة المقبلة تتطلب من جميع الأطراف تحمل مسؤولياتها تجاه الشعب السوري، بما في ذلك ضمان حماية الأقليات الدينية والإثنية، مثل الأكراد، العلويين، والمسيحيين. كما شددت على ضرورة إطلاق عملية سياسية شاملة تضمن التوازن بين جميع المجموعات لتحقيق الاستقرار الدائم.[17]
- مصر: أصدرت وزارة الخارجية المصرية بيانًا، قالت فيه إن البلاد تتابع باهتمام كبير التغير الذي شهدته الجمهورية العربية السورية الشقيقة، مؤكدة وقوفها إلي جانب الدولة والشعب السوري ودعمها لسيادة سوريا ووحدة وتكامل أراضيها. ودعت الخارجية المصرية في بيان لها جميع الأطراف السورية بكافة توجهاتها إلي صون مقدرات الدولة ومؤسساتها الوطنية، وتغليب المصلحة العليا للبلاد، وذلك من خلال توحيد الأهداف والأولويات وبدء عملية سياسية متكاملة وشاملة تؤسس لمرحلة جديدة من التوافق والسلام الداخلي، واستعادة وضع سوريا الإقليمي والدولي [20]

### مواقع وب

#### عربية
1. ↑  "دمشق بدون الأسد.. المعارضة تعلن هروب الرئيس والاحتفالات تعم دمشق". الجزيرة نت. مؤرشف من الأصل في 2024-12-12. اطلع عليه بتاريخ 2024-12-08.
2. 1 2  "الفصائل المحلية تكسر خطوط الدفاع الأولى لمدينة حمص وتهاجم مقرا للفرقة 26 وكلية الهندسة قرب المدينة | المرصد السوري لحقوق الإنسان". 7 ديسمبر 2024. مؤرشف من الأصل في 2024-12-07. اطلع عليه بتاريخ 2024-12-07.
3. 1 2  "انسحابات متتالية من ريف دمشق لتأمين العاصمة.. فصائل المصالحة على بعد بضعة كيلومترات عن العاصمة دمشق | المرصد السوري لحقوق الإنسان". 7 ديسمبر 2024. مؤرشف من الأصل في 2024-12-07. اطلع عليه بتاريخ 2024-12-07.
4. ↑  "...وسقط نظام الأسد". الشرق الأوسط. 8 ديسمبر 2024. مؤرشف من الأصل في 2024-12-10. اطلع عليه بتاريخ 2024-12-08.
5. ↑  "الجماعات المسلحة تعلن دخول العاصمة السورية.. ورئيس الوزراء: مستعد للتعاون مع أي جهة يختارها الشعب". الميادين. 8 ديسمبر 2024. مؤرشف من الأصل في 2024-12-11. اطلع عليه بتاريخ 2024-12-08.
6. ↑  السوري، المرصد (7 ديسمبر 2024). "بعد الانسحاب الكبير في ريف دمشق ومدن متاخمة للعاصمة.. قوات النظام تعيد انتشارها في العاصمة دمشق | المرصد السوري لحقوق الإنسان". اطلع عليه بتاريخ 2024-12-07.
7. ↑  "شاهد.. إسقاط تمثال حافظ الأسد وتمزيق صور بشار بريف دمشق". الجزيرة.نت. مؤرشف من الأصل في 2024-12-10. اطلع عليه بتاريخ 2024-12-07.
8. 1 2  السوري، المرصد (8 ديسمبر 2024). "انسحاب عناصر وضباط قوات النظام من مطار دمشق الدولي بعد مغادرة طائرة خاصة يرجح أنها تحمل "بشار الأسد" | المرصد السوري لحقوق الإنسان". اطلع عليه بتاريخ 2024-12-08.
9. ↑  السوري، المرصد (8 ديسمبر 2024). "بعد معاناتهم لسنوات طويلة تحت وطأة "التعذيب".. أبواب السجون والمعتقلات تفتح في "يوم الحرية" أمام المعتقلين | المرصد السوري لحقوق الإنسان". اطلع عليه بتاريخ 2024-12-08.
10. ↑  "القوات السورية تنسحب من مطار دمشق.. المرصد يكشف". قناة العربية الحدث. 8 ديسمبر 2024. اطلع عليه بتاريخ 2024-12-08.
11. ↑  "«الفصائل» تعلن بدء مرحلة «تطويق» دمشق... و«الرئاسة» تنفي مغادرة الأسد". الشرق الأوسط. مؤرشف من الأصل في 2024-12-08. اطلع عليه بتاريخ 2024-12-07.
12. ↑  الكويتية، جريدة الجريدة (7 ديسمبر 2024). "«سي إن إن»: بشار الأسد ليس موجوداً في بدمشق". جريدة الجريدة الكويتية. مؤرشف من الأصل في 2024-12-08. اطلع عليه بتاريخ 2024-12-07.
13. ↑  "روسيا تعلن وصول بشار الأسد ومنحه وعائلته "اللجوء الإنساني"". عربي 21. 8 ديسمبر 2024. مؤرشف من الأصل في 2024-12-09. اطلع عليه بتاريخ 2024-12-08.
14. ↑  "سوريا: الأمم المتحدة تؤكد ضرورة ضمان حقوق الإنسان ومواصلة الالتزام باتفاقية 1974 لفض الاشتباك | أخبار الأمم المتحدة". news.un.org. 9 ديسمبر 2024. مؤرشف من الأصل في 2024-12-10. اطلع عليه بتاريخ 2024-12-10.
15. ↑  "بايدن: سنعمل مع كل المجموعات السورية وسنقيّم أفعالهم". الجزيرة نت. مؤرشف من الأصل في 2024-12-12. اطلع عليه بتاريخ 2024-12-09.
16. ↑  "روسيا: الأسد غادر سوريا وأمر بانتقال سلمي للسلطة". aawsat.com. مؤرشف من الأصل في 2024-12-12. اطلع عليه بتاريخ 2024-12-10.
17. 1 2 3 4  "سقوط بشار الأسد: أبرز ردود الفعل الدولية على انهيار النظام في سوريا". فرانس 24 / France 24. 8 ديسمبر 2024. مؤرشف من الأصل في 2024-12-10. اطلع عليه بتاريخ 2024-12-10.
18. ↑  "أبرز ردود الفعل الداخلية والخارجية على سقوط نظام الأسد". الجزيرة نت. مؤرشف من الأصل في 2024-12-11. اطلع عليه بتاريخ 2024-12-10.
19. ↑  "قطر: الحوار هو السبيل الوحيد لضمان مستقبل مشرق لسوريا". الجزيرة نت. مؤرشف من الأصل في 2024-12-10. اطلع عليه بتاريخ 2024-12-10.
20. ↑  "مصر تدعم سيادة البلاد وروسيا تدعو لنبذ العنف.. أبرز ردود الأفعال الدولية على أحداث سوريا". صدى البلد (بar-eg). 8 Dec 2024. Archived from the original on 2024-12-10. Retrieved 2024-12-08.{{استشهاد ويب}}:  صيانة الاستشهاد: لغة غير مدعومة (link)

#### إنجليزية
1. ↑  ""Live updates from Syria: Government forces withdraw from Damascus suburbs, observers say"". New York Times (بالإنجليزية). Archived from the original on 2025-07-01. Retrieved 2024-12-07.
2. ↑  "Syrian President Bashar al-Assad has left Damascus to an unknown destination". The Jerusalem Post | JPost.com (بالإنجليزية). 8 Dec 2024. Archived from the original on 2024-12-08. Retrieved 2024-12-08.
3. ↑  "Syria rebellion: Rebels say Syria free of Assad after reports he has fled". BBC News (بالإنجليزية البريطانية). Archived from the original on 2024-12-07. Retrieved 2024-12-08.
4. ↑  "Syrian rebels claim they have seized Damascus; Assad reportedly flees capital". NBC News (بالإنجليزية). 8 Dec 2024. Archived from the original on 2024-12-08. Retrieved 2024-12-08.
5. ↑  Raja Abdulrahim (7 Dec 2024). "Syria's Government Battles Multiple Rebel Uprisings". نيويورك تايمز (بالإنجليزية). Archived from the original on 2024-12-08.
6. ↑  "Syrian rebels say they control the south and are approaching Damascus". Middle East Eye (بالإنجليزية). Archived from the original on 2024-12-07. Retrieved 2024-12-07.
7. ↑  AFP. "Syrian rebels say they have begun encirclement of Damascus". www.timesofisrael.com (بالإنجليزية الأمريكية). Archived from the original on 2024-12-07. Retrieved 2024-12-07.
8. ↑  Marcos, Coral Murphy; Ambrose, Tom; Mackay, Hamish; Ambrose, Coral Murphy Marcos (now); Tom; Mackay (earlier), Hamish (7 Dec 2024). "Syrian rebels say they have reached Damascus in 'final stage' of offensive – Middle East crisis live". the Guardian (بالإنجليزية البريطانية). ISSN:0261-3077. Archived from the original on 2025-02-11. Retrieved 2024-12-07.{{استشهاد بخبر}}:  صيانة الاستشهاد: أسماء متعددة: قائمة المؤلفين (link)
9. ↑  "Government Forces Withdraw From Damascus Suburbs, Monitors Say". نيويورك تايمز (بالإنجليزية). 7 Dec 2024. Archived from the original on 2025-07-01.
10. ↑  "US-backed anti-regime groups began expanding to north and towards Damascus from southern Syria". www.aa.com.tr (بالإنجليزية). Archived from the original on 2024-12-11. Retrieved 2024-12-07.
11. ↑  "Syrian government appears to have fallen in stunning end to 50-year rule of Assad family". AP News (بالإنجليزية). 7 Dec 2024. Archived from the original on 2024-12-07. Retrieved 2024-12-08.
12. ↑  Vogt, Sana Noor Haq, Catherine Nicholls, Tori B. Powell, Adrienne (7 Dec 2024). "Syrian rebels edge closer to Damascus as US officials say Assad regime could fall soon: Live updates". CNN (بالإنجليزية). Archived from the original on 2024-12-08. Retrieved 2024-12-08.{{استشهاد ويب}}:  صيانة الاستشهاد: أسماء متعددة: قائمة المؤلفين (link)
13. ↑  "Syria rebellion: Rebels say Syria free of Assad after reports he has fled". BBC News (بالإنجليزية البريطانية). Archived from the original on 2024-12-08. Retrieved 2024-12-08.
14. ↑  Michaelson, Ruth (8 Dec 2024). "Bashar al-Assad reported to have fled Syria as rebels say they have captured Damascus". The Guardian (بالإنجليزية البريطانية). ISSN:0261-3077. Archived from the original on 2024-12-08. Retrieved 2024-12-08.
15. ↑  Lamb, Kate; Marcos, Coral Murphy; Ambrose, Tom; Mackay, Hamish; Marcos, Kate Lamb (now); Coral Murphy; Mackay (earlier), Hamish (8 Dec 2024). "Syrian rebels say they have begun entering Damascus – live updates". the Guardian (بالإنجليزية البريطانية). ISSN:0261-3077. Retrieved 2024-12-08.{{استشهاد بخبر}}:  صيانة الاستشهاد: أسماء متعددة: قائمة المؤلفين (link)
16. ↑  Suleiman Al-Khalidi and Timour Azhari (8 Dec 2024). "Assad has left Damascus, say senior army officers; Syria rebels say they are in capital". Reuters (بالإنجليزية). Archived from the original on 2024-12-08.
17. ↑  "Syria rebellion: Anti-government forces say they are in Damascus". BBC News (بالإنجليزية البريطانية). Archived from the original on 2024-12-07. Retrieved 2024-12-08.